# 馬奇克斯
馬奇克斯是委內瑞拉的城鎮，由蘇利亞州負責管轄，位於該國西北部，毗鄰與哥倫比亞接壤的邊境，始建於1841年11月18日，海拔高度約100米，主要經濟活動有畜牧業，2010年人口100,237。
10°04′N 72°33′W / 10.067°N 72.550°W